# Салапарута
Салапарута (итал. Salaparuta) је насеље у Италији у округу Трапани, региону Сицилија.
Према процени из 2011. у насељу је живело 1698 становника. Насеље се налази на надморској висини од 180 м.

## Становништво
Према резултатима пописа становништва 2011. у општини је живело 1.721 становника.
| 1931. | 1936. | 1951. | 1961. | 1971. | 1981. | 1991. | 2001. | 2011. |
| ----- | ----- | ----- | ----- | ----- | ----- | ----- | ----- | ----- |
| 3.214 | 3.152 | 3.243 | 2.943 | 2.048 | 1.986 | 1.889 | 1.835 | 1.721 |